# Nymphon puellula
Nymphon puellula is een zeespin uit de familie Nymphonidae. De soort behoort tot het geslacht Nymphon. Nymphon puellula werd in 1973 voor het eerst wetenschappelijk beschreven door Krapp. 